# Verordnung (EG) Nr. 1889/2005
Die Verordnung (EG) Nr. 1889/2005 regelt die Anmeldung von Barmitteln bei Überschreitung der Grenze der Europäischen Union.

## Anmelde- bzw. Anzeigepflicht von Bargeld beim Grenzübertritt zu Drittländern
Jeder Reisende, der die EU-Außengrenze passiert, ist verpflichtet, Bargeld und die gleichgestellten Zahlungsmittel (dazu gehören Schecks, Reiseschecks, Wechsel, Obligationen, Sparbriefe, Aktien oder Ähnliches) ab einem Gesamtwert von 10.000 Euro oder Gegenwert in anderer Währung bei der zuständigen deutschen Zollstelle anzumelden. Barmittel sind schriftlich an der Kontrollstelle beim Zoll anzumelden und gleichgestellte Zahlungsmittel (Sparbücher, elektronisches Geld, Edelmetalle und Edelsteine) müssen auf Bedarf mündlich angekündigt werden.

## Anmeldung von Barmitteln
Um die schriftliche Anmeldung bei der Zollstelle abzugeben, muss man das zweiseitige Formular „Anmeldung von Barmitteln“ (Formular 0400 – deutsche Fassung oder Formular 0401 – englische Fassung) anwenden. Es besteht die Möglichkeit, das Formular sowohl handschriftlich als auch elektronisch auszufüllen. Die Formulare zum Ausfüllen und die Merkblätter findet man auf der Internetseite der Generalzolldirektion.
Zu beachten ist, dass beide Ausfertigungen des Formulars unterschrieben sind, wenn diese der Zollstelle vorgelegt werden. Das erste Exemplar ist für die Zollstelle bestimmt, das zweite erhält der Anmelder von der Zollstelle bestätigt zurück.
Bei der Anmeldung müssen Angaben über die Höhe des Betrages, über den Eigentümer des Geldes sowie die Herkunft und den Verwendungszweck angegeben werden. Bei der Mitnahme einer großen Bargeldsumme ist es ratsam, entsprechende Unterlagen und Nachweise mitzuführen.

## Abgabe der Anmeldung bei verschiedenen Transportträgern
Beim An-/Abreisen mit dem Flugzeug erfolgt die Anmeldung vor dem Einchecken an den dafür bestimmten Schaltern. Bei Einreisen nach Deutschland muss man den roten Ausgang für die Abgabe der Anmeldung nehmen. Der grüne Ausgang darf in dem Fall nicht benutzt werden. Bei der An- und Abreise mit dem Seeschiff erfolgt die Anmeldung auch wie beim Flugzeug vor dem Einchecken an den dafür bestimmten Schaltern.
Bei einer grenzüberschreitenden Bahnfahrt läuft die Anmeldung so ab, dass die in dem Zug befindlichen Zollbeamten die Anmeldung entgegennehmen.
Man sollte die Öffnungszeiten der Zollstellen beachten und sich rechtzeitig informieren, da außerhalb der Öffnungszeiten keine Abfertigung möglich ist.

## Ziel der Bargeldanmeldung
Um illegale Geldbewegungen über die Grenzen Deutschlands Kriminalität, Geldwäsche und Finanzierung von Terrorismus zu bekämpfen, ist die Anzeigepflicht als großes Ziel gesetzt. Die Überwachung und Kontrolle verursacht keine Einschränkungen auf den freien Kapitalverkehr. Barmittel oder gleichgestellte Zahlungsmittel dürfen in Zukunft weiterhin ohne Einschränkung in der Höhe genehmigungsfrei mitgeführt werden.

## Überwachung der Anmelde- und Anzeigepflicht durch den Zoll
Die Kontrolleinheiten des Zolls sind verpflichtet, die Einhaltung der Anzeigepflicht zu überwachen. Maßnahmen dafür können sein: Kontrolle und Überprüfung. Ein Zollbediensteter kann zum Beispiel dazu auffordern, den Gepäckinhalt zu zeigen. Auch kann ein Reisender bei Verdacht nach Zahlungsmittel an Körper durchsucht werden.
Für jeden Reisenden ist es ratsam, sich vor Beginn der Reise über die entsprechenden Bestimmungen zu informieren. Besonders sinnvoll bei Bargeldbesitz an der Grenze sind die Themen Geldwäsche und Finanzierung von Terrorismus.

## Anzeigepflicht beim Grenzübertritt zu Mitgliedstaaten der EU
Wenn ein Reisender von Deutschland in einen Mitgliedstaat der EU ausreist und von einem Mitgliedstaat der EU nach Deutschland einreist und Barmittel oder gleichgestellte Zahlungsmittel (z. B. Sparbücher, elektronisches Geld etc.,) von 10.000 Euro oder mehr mit sich führt, muss er diese bei einer Kontrolle des Zolls auf Befragen mündlich anzeigen.

## Mündliche Anzeige auf Anforderung
Der Verkehr von Barmitteln und gleichgestellten Zahlungsmitteln werden von den Kontrolleinheiten des Zolls an den Grenzen Deutschlands überwacht. Auch im Landesinneren können Kontrollen durchgeführt werden. Die Befugnis für die Kontrollen haben Zollbeamte und auch Beamte der Bundespolizei.
Wenn man bei einer Kontrolle zu einer Anzeige von Barmitteln und gleichgestellten Zahlungsmitteln aufgefordert wird, muss die Art und der Wert mündlich angezeigt werden. Die Herkunft, der wirtschaftliche Berechtigte und der Verwendungszweck müssen ebenfalls dargelegt werden. Diese Vorschriften gelten auch, wenn der Wert unter 10.000 Euro liegt.

## Befreiung von der Anzeigepflicht
Beauftragte von Instituten und Unternehmen, wie zum Beispiel Kreditinstituten, Finanzunternehmen oder Versicherungsunternehmen, die Zweigstellen im Ausland haben, sind von der Anzeigepflicht befreit. Voraussetzung hier ist, dass der Transport von den Barmitteln bzw. gleichgestellten Zahlungsmitteln nur zwischen diesen Instituten und Unternehmen durchgeführt wird. Die Beauftragten müssen aber den Zöllnern diese auf Verlangen nachweisen (z. B. durch Botenbestätigung, Lieferschein oder Empfangsbestätigung).